# Trentepohlia duyagi
Trentepohlia duyagi är en tvåvingeart som beskrevs av Alexander 1930. Trentepohlia duyagi ingår i släktet Trentepohlia och familjen småharkrankar. Inga underarter finns listade i Catalogue of Life.